# Georg Wolff (Journalist)
Georg Wolff (* 14. Februar 1914 in Wittenberge; † 1996) war ein deutscher SS-Hauptsturmführer und Journalist. Im Zweiten Weltkrieg war Wolff Referatsleiter in der Abteilung III des SD beim Befehlshaber der Sicherheitspolizei und des SD in Oslo. Nach dem Krieg war er von 1952 bis zu seiner Pensionierung Ende 1978 in leitenden Funktionen Redakteur des Nachrichtenmagazins Der Spiegel.

## Leben
Georg Wolff war der Sohn des Volksschullehrers Friedrich Wilhelm Wolff und dessen Ehefrau Dora. Das Elternhaus mütterlicherseits gehörte zur gehobenen sozialen Schicht, der Großvater war „Rechnungsrat“ bei der Eisenbahn. Die Familie besaß ein eigenes Heim und Wolff wuchs zusammen mit seinem zwei Jahre älteren Bruder Hans in gesicherten Verhältnissen auf.

### Zeit des Nationalsozialismus
Wolff trat nach seinem Abitur und der Machtübergabe an die Nationalsozialisten 1933 der SA bei. Nach einem Volontariat bei der Tageszeitung Nordischer Kurier in Itzehoe kehrte Wolff nach Wittenberge zurück und studierte an der Universität Kiel ein Semester lang Volkswirtschaftslehre. Nach einem freiwilligen Arbeitsdienst und zwei Jahren Wehrdienst absolvierte Wolff ein zeitungswissenschaftliches Studium bei Franz Six in Königsberg, das er jedoch nach zwei bis drei Semestern abbrach. Weil Six Brigadeführer der SS war, konnte Wolff durch seine Vermittlung und ohne Studienabschluss im März 1938 zum hauptamtlichen Referenten beim SD-Leitabschnitt Königsberg avancieren. Sein dortiger Vorgesetzter SS-Sturmbannführer Kurt Gritschke bescheinigte dem NSDAP-Mitglied (Mitgliedsnummer 4.982.494) 1940 „ausgezeichnete Leistungen“; Wolff sei, so die Gesamtbeurteilung, „in jeder Hinsicht Nationalsozialist“.
1940 agierte Wolff im SS-Einsatzkommando unter SS-Standartenführer Walther Stahlecker in Norwegen, dann bis Kriegsende als Referatsleiter in der Abteilung III des SD beim Befehlshaber der Sicherheitspolizei und des SD in Oslo, wo er die „Meldungen aus Norwegen“ an das Reichssicherheitshauptamt betreute. SS-General Six förderte Wolff nach Kräften und empfahl per Rundschreiben vom 13. Februar 1942 an alle Referenten des Reichssicherheitshauptamts einen ausführlichen Wolff-Bericht über das „gegenwärtige Geschehen“ in Norwegen wegen der „objektiven Darstellung und vergleichenden Wertsetzung“. In dem Bericht, der auch an Reinhard Heydrich gelangte, analysiert Wolff, warum die „Vernichtung des Widerstandswillens des norwegischen Volkes“ nicht gelungen sei. In der SS stieg Wolff bis zum Hauptsturmführer auf, was dem Rang eines Hauptmanns im Heer entspricht. Bei Kriegsende 1945 geriet Wolff wie auch sein Bruder Hans, der Landgerichtsdirektor in Köpenick gewesen war, und 1944 beim Reichskommissar Norwegen die Abteilung Binnenwirtschaft geleitet hatte, in norwegische Gefangenschaft.

### Nachkriegszeit
Nach dem Krieg schrieb Wolff zusammen mit Horst Mahnke, mit dem er zusammen bei Six in Königsberg studiert hatte, 1950 beim Spiegel die Serie „Am Caffeehandel betheiligt“, bei der die beiden Autoren vor allem jüdische Displaced Persons (DPs) für den Kaffeeschmuggel verantwortlich machten. Im März 1952 wurde Wolff zunächst Ressortleiter „Internationales“ bzw. „Ausland“ des Spiegels und dann von 1959 bis 1961 dessen stellvertretender Chefredakteur. Nach den Recherchen des ehemaligen Spiegel-Redakteurs Peter-Ferdinand Koch kooperierte er in Fragen der Auslandsberichterstattung mit dem früheren Goebbels-Adjutanten, Wilfred von Oven, der in den 1950er-Jahren für den Spiegel als Südamerika-Korrespondent wirkte.
Wolff verfasste alleine für den Zeitraum von 1952 bis 1961 über 80 Titelgeschichten für den Spiegel, unter anderem über Charles de Gaulle (1952), die „Negerfrage“ am Beispiel der „Neger-Studentin Lucie“ (1956), das sowjetische Politbüromitglied Jekaterina Furzewa (1957), John Foster Dulles (1953 und 1959), acht Spiegel-Folgen über Konrad Adenauer (1961/1962) und 15 Folgen über den Weltkommunismus, die noch 1961 unter dem Titel „Warten auf das letzte Gefecht“ beim Verlag DuMont auch als Buchpublikation erschienen. Für eine Spiegel-Geschichte zum neuen Bundeskanzler Ludwig Erhard 1966 kooperierte Georg Wolff mit seinem Bruder Hans, der unter Ludwig Erhard Ministerialdirigent im Wirtschaftsministerium war. Zudem publizierte Wolff eine Art „Besinnungsaufsätze“ in der Zeitschrift für Geopolitik, die im Leske-Verlag, dessen Geschäftsführung Franz Six innehatte, erschienen.  1953 schrieb er dort über die schwarze Bevölkerung in Kolonialafrika: „Der Neger ist intelligent, anstellig und lernbegierig, aber er ist ‚faul‘. Er hat keine Moral und kein Arbeitsethos.“
1966 wurde extra für Wolff das Ressort „Geisteswissenschaften“ geschaffen, das er bis zu seiner Pensionierung am 31. Dezember 1978 leitete. In dieser Funktion führte er für das Magazin auch Interviews mit Jean-Paul Sartre, Max Horkheimer, Arnold Gehlen und Martin Heidegger. 1986 stellte er seine unveröffentlichten Memoiren fertig, die zu dem Medienwissenschaftler Lutz Hachmeister gelangten. Da seine Vergangenheit als SS-Hauptsturmführer zunehmend bekannt geworden war, erschien bei seinem Tod 1996 kein Nachruf im Spiegel.

## Schriften
- Warten auf das letzte Gefecht. Aspekte des Kommunismus. Marx, Lenin, Mao. DuMont Schauberg, Köln 1961
- Zusammen mit Horst Mahnke: 1954. Der Frieden hat eine Chance. Leske, Darmstadt 1953 (beide Verfasser waren Spiegel-Redakteure, Six war Geschäftsführer des Verlags)
- (Hrsg.): Wir leben in der Weltrevolution; Gespräche mit Sozialisten.  Mit einer Einleitung von Dieter Brumm. München, List Verlag 1971